# Visions persistents
"Visions persistents" (títol original en anglès "Persistence of Vision") és el vuitè episodi de la segona temporada i el 24è del total de la sèrie de televisió de ciència-ficció estatunidenca Star Trek: Voyager. La història va ser escrita per Jeri Taylor i dirigit per James L. Conway, el segon dels tres episodis de Voyager que va dirigir. L'episodi es va emetre originalment a UPN el 30 d'octubre de 1995.
Ambientada al segle XXIV, la sèrie segueix les aventures de la tripulació de la Flota Estel·lar i els Maquis de la nau estel·lar USS Voyager després de quedar encallats al Quadrant Delta lluny de la resta de la Federació. En aquest episodi es revela que la capitana de la nau està força estressada i es pren un temps per relaxar-se a l’holocoberta. Però la seva experiència, d'una manera típica d'aquesta franquícia, explora la il·lusió i la realitat a bord d'una nau espacial que s'enfronta a extraterrestres desconeguts.

## Argument
Mentre la Voyager es prepara per a una trobada potencialment perillosa amb els Botha, el Doctor ordena a una capitana Janeway, esgotada, que es relaxi a la holocoberta. Al cap de poc temps, és cridada de tornada al Pont per a un primer contacte amb els Botha. El representant dels Botha dóna a la tripulació una recepció freda, però organitza una trobada per determinar si permetran o no que la Voyager passi pel seu espai. Janeway comença a veure personatges i objectes de la seva holonovel·la, una història a l'estil de Jane Eyre.
Janeway va a la infermeria, però el Doctor no pot trobar res malament al seu cervell. Janeway experimenta una altra al·lucinació, que Kes també veu. L'al·lucinació rebota en ella i es reflecteix en Janeway. El Doctor ordena a Janeway que vagi als seus quarters per descansar fins que pugui determinar l'origen d'aquests esdeveniments. Més tard, un altre personatge de la holonovel·la l'ataca a les seves estances amb un ganivet. De nou, Kes confirma l'esdeveniment, però és una al·lucinació: Janeway encara és a la infermeria.
Janeway encarrega a Chakotay que es reuneixi amb el Botha mentre se sotmet a proves mèdiques. La nau del representant s'enfronta a la tripulació en una batalla, danyant la "Voyager". Janeway corre cap al Pont, on el Botha apareix a la pantalla, però se sorprèn en veure el seu promès Mark. Els altres membres de la tripulació també veuen els seus éssers estimats a la pantalla i comencen a experimentar al·lucinacions i a entrar en un estat catatònic un per un, i només Kes i el Doctor no es veuen afectats. Kes es dirigeix a l'enginyeria per bloquejar el camp psíquic; també comença a al·lucinar, però aviat es concentra i derrota l'al·lucinació de les cremades reflectint-les sobre l'intrús. Ara és ell qui està incapacitat pel seu propi poder redirigit, mentre que Kes aconsegueix restaurar la tripulació a la normalitat.
Un Botha telepàtic confessa haver causat la pertorbació, simplement perquè podia. Abans que puguin enfrontar-s'hi més, desapareix. Mentre continuen el seu camí, la tripulació reflexiona amb inquietud sobre el que s'amaga als passadissos subconscients de les seves ments.

## Actors convidats
- Patrick Kerr - Botha telepàtic
- Stan Ivar - Mark
- Michael Cumpsty - Lord Burleigh
- Thomas Dekker - Henry Burleigh
- Lindsey Haun - Beatrice Burleigh
- Carolyn Seymour - Mrs. Templeton
- Warren Munson - Almirall Paris
- Marva Hicks - T'Pel

## Càsting
Aquest episodi inclou diversos personatges hologràfics, incloent-hi els personatges infantils recurrents Beatrice i Henry.

## Recepció
Quan es va emetre el 1995, "Visions persistents" va rebre una qualificació Nielsen de 6,1 punts.